# James Robert Smith
James Robert Smith, kanadski letalski častnik, vojaški pilot in letalski as, * 8. maj 1891, Harray, otočje Orkney, Škotska.
Podporočnik Smith je v svoji vojaški službi dosegel 5 zračnih zmag.

## Življenjepis
Pred prvo svetovno vojno je emigriral v Kanado, a se je nato ob pričetku vojne vrnil in vstopil v Kraljevi letalski korpus (kljub temu ga štejejo kot Kanadčana). 
Kot opazovalec na F.E.2b 18. eskadrona RFC je dosegel 5 zračnih zmag, dokler ni bil 11. aprila 1917 ranjen v trebuh. Po ozdravitvi leta 1918 je služil v 33. in 51. eskadronu, dokler ni bil 6. avgusta 1918 ponovno ranjen, tokrat v levo oko. Pred koncem vojne je služil še v 78. eskadronu, dokler se ni konec leta 1919 vrnil v Kanado.

## Odlikovanja
- Croix de Guerre s palmo (Francija)